# Анпилогов, Поликарп Иванович
Поликарп Иванович Анпилогов (12 марта 1923 года — 7 июня 2007 года) — командир отделения 463-й разведывательной роты 409-й Кировоградской ордена Богдана Хмельницкого стрелковой дивизии 7-й гвардейской армии 2-го Украинского фронта, сержант. Полный кавалер ордена Славы.

## Биография
Анпилогов Поликарп Иванович родился 12 марта 1923 года в с. Баклановка Абдулинского района Оренбургской области в многодетной крестьянской семье.
Русский. Окончил 3 класса начальной школы в 1933 году. Работал в колхозе в 1935—1939 годах рядовым колхозником. После окончания курсов комбайнеров в 1939 году работал штурвальным, затем комбайнером.
Был женат, имел 3 детей: дочь Валентина, сын Николай и дочь Лидия.
В марте 1942 года Поликарпа Анпилогова призвали в Красную Армию, где он выучился на командира миномётного расчёта. Первый бой его расчёт принял в октябре под Ржевом.
В апреле 1945 года старшина Анпилогов демобилизован. Работал заместителем председателя колхоза, бригадиром. Переехал в г. Октябрьский (Башкортостан). Скончался 7 июня 2007 года.

## Подвиг
Разведчик 463-й отдельной развед. роты (409-я стрелковой дивизии, 7-я гвардейская армия, 2-й Украинский фронт) сержант Анпилогов 19 декабря 1944 года у населённого пункта Кишполак сев.-зап. город Вац (Венгрия) установил силы и средства противника и доставил разведданные командованию дивизии. В бою за населённый пункт гранатами уничтожил вражеский пулемёт с расчётом. 21 января 1945 года награждён орденом Славы 3-й степени.
6 января 1945 года сев.-зап. г. Штурово (Словакия) Анпилогов во главе группы проник в тыл врага, захватил «языка». Был ранен. 13 февраля 1945 года награждён орденом Славы 3-й степени, 31 марта 1956 года перенаграждён орденом Славы 1-й степени.
В ночь на 23 января 1945 года Анпилогов близ населённого пункта Нова-Ввеска, в 20 км юго-восточнее села Нове-Замки (Словакия), в составе группы захватил вражеского дозорного, обеспечив проникновение развед. группы в тыл врага и захват двух гитлеровцев. Прикрывая отход разведчиков, поразил 6 немецких солдат. 28 января 1945 года сев.-восточнее населённого пункта Антальхаз (Словакия) в составе группы захватил двух «языков». Обеспечивая отход группы, Анпилогов истребил 8 вражеских солдат. 10 марта 1945 года награждён орденом Славы 2-й степени.

## Награды
- Орден Отечественной войны 1-й степени
- Орден Красной Звезды
- ордена Славы 1-й, 2-й и 3-й степени
- медаль «За отвагу»

## Память
- B городе Октябрьский РБ именем Анпилогова Поликарпа Ивановича названа улица.